# Trybadyzm

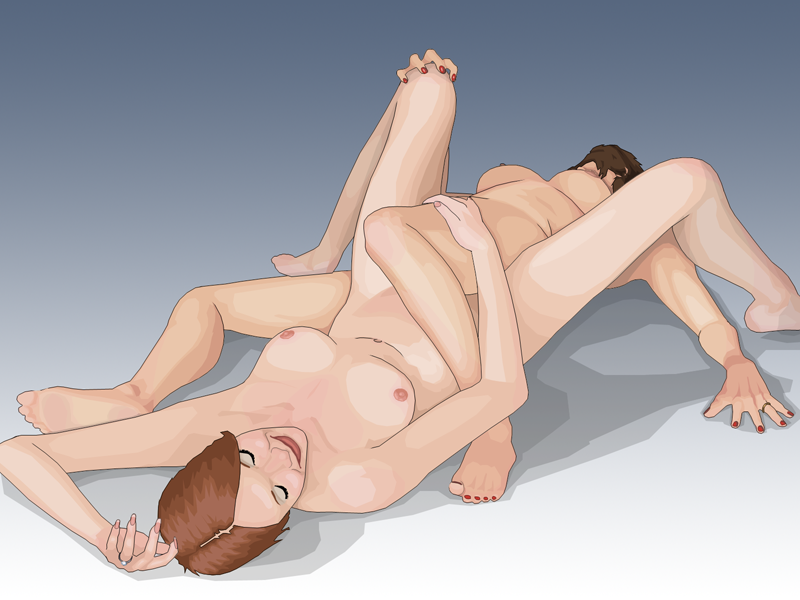
Trybadyzm

Trybadyzm – odmiana homoseksualnego seksu bez penetracji, w którym kobieta pociera swoim sromem części ciała innej kobiety. Podobne zachowanie zostało zaobserwowane u samic bonobo. W języku angielskim potocznym wyrażeniem na jedną z form takiego stosunku jest "scissoring", a jego polskim odpowiednikiem jest słowo „nożycowanie”.